# Njegoševa zavezna cerkev
Njegoševa zavezna cerkev (srbsko Његошева завјетна црква, latinizirano: Njegoševa zavjetna crkva) je bila srbska pravoslavna cerkev, ki se je nahajala na mestu današnjega Njegoševega mavzoleja na vrhu Lovćena v Črni gori. Kapela, ki je bila posvečena sv. Petru Cetinjskemu je bila na željo Petra II. Petrovića-Njegoša zgrajena leta 1845 kot kot njegova grobnica. Njegoš je umrl 31. oktobra 1851 in je bil prvotno pokopan v Cetinjskem samostanu iz strahu pred osmanskimi silami, ki bi lahko onečastile njegov grob. Njegovi posmrtni ostanki so bili na Lovćen prenešeni 27. avgusta 1855. Njegoševega spominske slovesnosti se je udeležil ruski etnograf Pavel Rovinski. Kapela je bila dokončno porušena leta 1972, na njenem mestu pa je bil nato postavljen Njegošev mavzolej, čigar gradnja je bila zaključena leta 1974.

## Uničenje in rušenje
Cerkev in Njegošev grob sta bila skozi leta večkrat poškodovana in obnovljena. prvo rušenje se je odvijalo leta 1916 s strani avstro-ogrska vojska med črnogorsko kampanjo prve svetovne z namenom postavitve spomenika cesarju Francu Jožefu.  Njegoševi ostanki so bili vrnjeni v Cetinje. Cerkev je bila leta 1925 obnovljena s podporo kralja Aleksandra I. Karađorđevića obnovljena in vanjo so bili ponovno pokopani Njegoševi posmrtni ostanki. Rekonstrukcija je ohranila prvotno strukturo cerkve, Njegoševi posmrtni ostanki pa so bili vanjo pokopani v svečanem ceremoniji. Cerkev so ponovno poškodovale italijanske sile leta 1942.
Stilirizirana različica Njegoševe cerkve se je pojavila na grbu Socialistilčne republike Črne gore, sestavne republike SFRJ. Leta 1952 so oblasti SR Črne gore predlagale zamenjavo cerkve z reprezentativnim mavzolejem. leta 1968 je skupščina Občine Cetinje soglasno sklenila zgraditi mavzolej na Lovćenu, zaradi česar je bila cerkev posledično porušena. Srbska pravoslavna cerkev je vložila pritožbo na Ustavno sodišče Jugoslavije, v kateri je izpodbijala odločitev vlade o rušenju kapele trdeč, da je kapela pomemben verski in kulturni kraj, zavzemala pa se je tudi za njeno priznanje kot svetega prostora in ne zgolj kulturnega spomenika. Jugoslovansko ustavno sodišče je obravnavalo pritožbo cerkve, vendar je razglasilo, da ni pristojno za odločanje o zadevi, in jo je prepustilo Ustavnemu sodišču Črne gore, ki je razsodilo v prid črnogorskim oblastem. Ruševine cerkve so bile leta 1972 odstranjene za izgradnjo novega marmornega mavzoleja, katerega je oblikoval kipar Ivan Meštrović in je bil dokončan leta 1974. Originalni kamni cerkve so bili premaknjeni v Ivanova Korita. Kljub pritožbi Črnogorske metropolije, da bi se votivna cerkev obnovila, cerkev ni bila ponovno pozidana, Njegoševo počivališče pa ostaja v mavzoleju. Kljub temu so bile na mnogih krajih po Črni gori, Republiki Srpski, Bosni in Hercegovini ter Srbiji zgrajene nove cerkve, posvečene Njegošu.